# أدولفو فالنسيا
أدولفو فالنسيا (بالإسبانية: Adolfo Valencia)‏ مواليد 6 فبراير 1968 في كولومبيا، هو لاعب كرة قدم كولومبي سابق كان يلعب كمهاجم. سبق له أن لعب في كأس العالم لكرة القدم مع منتخب بلاده. لعب خلال مسيرته 442 مباراة سجل خلالها 166 هدفاً.

## المسيرة الاحترافية

### أندية لعب لها
- بايرن ميونخ
- أتلتيكو مدريد
- أمريكا دي كالي
- نادي ريجيانا 1919
- نادي باوك
- نيويورك ريد بولز
- نادي هانغزو غرينتاون

## وصلات خارجية
- أدولفو فالنسيا على موقع الاتحاد الدولي (مؤرشف)  (الإنجليزية)
- أدولفو فالنسيا على موقع الدوري الأمريكي (الإنجليزية)
- أدولفو فالنسيا على موقع قاعدة بيانات كرة القدم.إي يو (الإنجليزية)
- أدولفو فالنسيا على موقع بيانات كرة القدم. دي إي (الألمانية)
- أدولفو فالنسيا على موقع ناشيونال فوتبول تيمز (الإنجليزية)
- أدولفو فالنسيا على موقع عالم كرة القدم.نت (الإنجليزية)